# Карабчиївська сільська рада
Карабчиївська сільська рада — колишня адміністративно-територіальна одиниця та орган місцевого самоврядування у Ружинському і Попільнянському районах Бердичівської округи, Київської й Житомирської областей Української РСР та України з адміністративним центром у с. Карабчиїв.

## Населені пункти
Сільській раді були підпорядковані населені пункти:
- с. Карабчиїв

## Населення
Відповідно до перепису населення СРСР, станом на 17 грудня 1926 року, чисельність населення ради становила 2 585 осіб, з них, за статтю: чоловіків — 1 247, жінок — 1 338; етнічний склад: українців — 2 550, росіян — 19, євреїв — 16. Кількість господарств — 549, з них несільського типу — 9.
Відповідно до результатів перепису населення СРСР, кількість населення ради, станом на 12 січня 1989 року, становила 918 осіб.
Станом на 5 грудня 2001 року, відповідно до перепису населення України, кількість мешканців сільської ради становила 768 осіб.

## Склад ради
Рада складалася з 14 депутатів та голови.

## Керівний склад сільської ради
| ПІБ                     | Основні відомості                                                 | Дата обрання | Дата звільнення |
| ----------------------- | ----------------------------------------------------------------- | ------------ | --------------- |
| Крисюк Валерій Петрович | Сільський голова, 1956 року народження, освіта                    | 26.03.2006   | 31.10.2010      |
| Крисюк Валерій Петрович | Сільський голова, 1956 року народження, освіта вища, безпартійний | 31.10.2010   |                 |

Примітка: таблиця складена за даними джерела

## Історія
Створена 1923 року в с. Карабчиїв Верхівнянської волості Сквирського повіту Київської губернії. Станом на 17 грудня 1926 року в підпорядкуванні ради числиться лісова сторожка Карабчиївська, котра, на 1 жовтня 1941 року, не перебуває на обліку населених пунктів.
Станом на 1 вересня 1946 року та 1 січня 1972 року сільська рада входила до складу Ружинського району Житомирської області, на обліку в раді перебувало с. Карабчиїв.
Виключена з облікових даних 17 липня 2020 року. Територію та населені пункти ради, відповідно до розпорядження Кабінету Міністрів України № 711-р від 12 червня 2020 року «Про визначення адміністративних центрів та затвердження територій територіальних громад Житомирської області», включено до складу Ружинської селищної територіальної громади Бердичівського району Житомирської області.
Входила до складу Ружинського (7.03.1923 р., 4.01.1965 р.) та Попільнянського (30.12.1962 р.) районів.